# 尤提齊烏斯
君士坦丁堡的尤提齊烏斯（希臘語：Ευτύχιος Κωνσταντινουπόλεως，約512年—582年4月5日）是東羅馬帝國君士坦丁堡的宗主教。512年，尤提齊烏斯在佛里幾亞出生，並兩度擔任君士坦丁堡普世牧首。在其擔任君士坦丁堡普世牧首期間，剛好是拜占庭皇帝查士丁尼一世統治的時期，但雙方在不同方面存在著分歧。552年，尤提齊烏斯第一次擔任君士坦丁堡普世牧首，但在565年遭到查士丁尼一世下令逮捕並流放。直到577年，尤提齊烏斯第二次擔任君士坦丁堡普世牧首，並持續至582年逝世為止。尤提齊烏斯是天主教會和東正教會傳統裡的聖人，尤其受到東正教會的尊崇，將4月5日（儒略曆）訂為紀念日。